# EMD FL9
EMD FL9 je dvouzdrojová lokomotiva vyrobená v letech 1956 až 1960 v počtu 60 kusů americkou firmou Electro-Motive Division (EMD) pro železniční společnost New Haven. Trakční motory lokomotivy s netradičním uspořádáním pojezdu Bo′(A1A) mohou být napájeny buď z vlastního dieselagregátu složeného ze vznětového motoru typu 567 a stejnosměrného generátoru, nebo z napájecí kolejnice, což lokomotivám umožňovalo zajíždět i na elektrifikovaná newyorská nádraží. FL9 se staly posledními z řady modelů lokomotiv EMD F a některé vydržely v pravidelném provozu déle než 50 let.

## Historické pozadí
Na počátku 20. století byly železniční tratě přivádějící osobní vlaky do New Yorku jedny z nejrušnějších v zemi. Jedním z významných omezení provozu však byl tunel pod Park Avenue, ústící do původního nádraží Grand Central Station, které bylo využíváno vlaky společností New York Central i New Haven (plným názvem New York, New Haven and Hartford Railroad). Tunel se často plnil dýmem parních lokomotiv, což také 8. ledna 1902 vedlo k tragické srážce dvou vlaků. Po tomto incidentu byly přijaty zákony zakazující provoz parních lokomotiv v New Yorku, na což obě společnosti reagovaly odlišným způsobem. Zatímco New York Central se rozhodla elektrifikovat své tratě (včetně nádraží Grand Central a tunelu Park Avenue) s použitím třetí kolejnice se spodním odběrem o napětí 660 V, New Haven ve spolupráci s firmou Westinghouse zavedla trolejové vedení se střídavým napětím 11 000 V o frekvenci 25 Hz. Původně měla její elektrifikace pokračovat až do Bostonu, ale finanční problémy společnosti v období před 1. světovou válkou tyto plány zhatily, a tak zůstalo pouze u úseku z New Yorku do New Havenu.

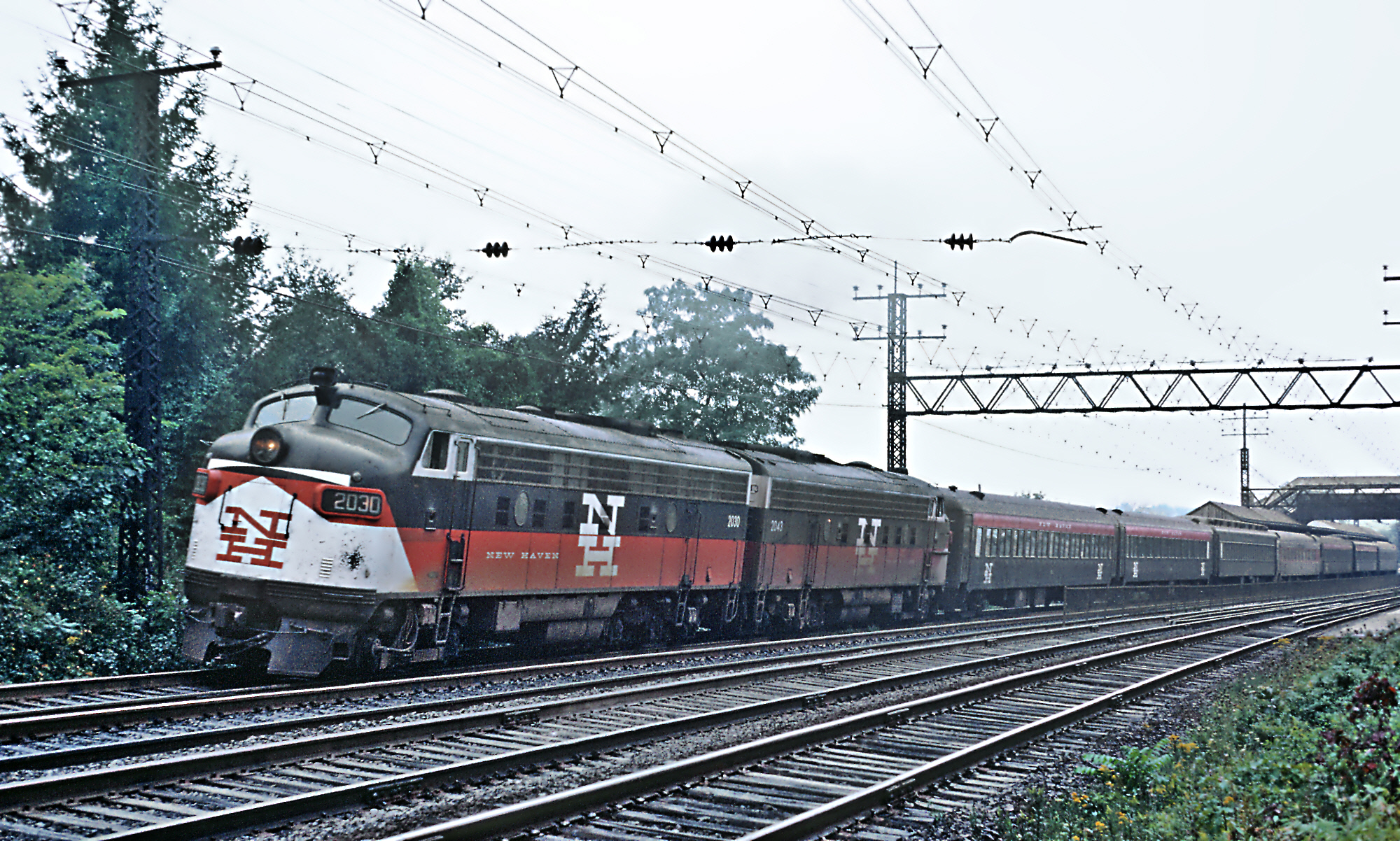
Lokomotivy FL9 pod typickým trojúhelníkovým trolejovým vedením železnice New Haven

New Haven již na počátku 50. let vyřadila své parní lokomotivy ve prospěch motorové trakce, zároveň se ale její elektrifikace i elektrické lokomotivy nacházely v nepříliš utěšeném stavu. Společnost, jejíž finanční situace nebyla dobrá, se tak rozhodla pro úsporu nákladů převést všechnu nákladní vozbu na dieselové lokomotivy. V osobní dopravě však přechod komplikovalo to, že dálkové vlaky vedené dieselovými lokomotivami musely přepřahat kvůli přístupu na newyorská nádraží s výhradním elektrickým provozem. Jedním z navrhovaných řešení byla přestavba za války postavených lokomotiv ALCO DL-109 na dvouzdrojové lokomotivy, to bylo ale zavrženo, jelikož by se výsledné stroje nevešly do limitů nápravové hmotnosti na viaduktu Park Avenue.

## Vývoj a výroba
Lokomotivka EMD, patřící do koncernu General Motors, postavila v roce 1956 dva prototypy dvouzdrojové lokomotivy FL9, vycházející z lokomotiv FP9. Pro snížení nápravových tlaků byl dvounápravový zadní podvozek typu Blomberg nahrazen třínápravovým podvozkem typu Flexicoil uspořádání (A1A), tedy s nehnací prostřední nápravou, zatímco rám lokomotivy byl prodloužen o 1,2 m (o 2,4 m v porovnání se základním typem F9). Na základě zkušebního provozu lokomotiv, které obdržely inventární čísla 2000 a 2001, byl i přední podvozek Blomberg nahrazen novým dvounápravovým podvozkem typu Flexicoil, který umožňoval snazší montáž sběračů pro třetí kolejnici. Na základě úspěšných testů železnice New Haven odkoupila oba prototypy a objednala si 28 sériových strojů (čísla 2002–2029), všechny lokomotivy označila řadou EDER-5.
V roce 1960 byla vyrobena druhá série 30 lokomotiv (čísla 2030–2059), které pro odlišení obdržely řadu EDER-5a. Finanční situace společnosti New Haven nedovolila nakoupit ještě více lokomotiv a z důvodu snížení nákladů bylo u této druhé série vynecháno několik prvků, např. elektrodynamická brzda, střešní sběrače proudu nebo zásuvky vícečlenného řízení na čele lokomotiv. Lokomotiva FL9 číslo 2059 se zároveň stala i poslední vyrobenou lokomotivou série F a zakončila tak více než dvacetiletou periodu produkce lokomotiv, které debutovaly v roce 1939 představením modelu FT, ale v 50. letech byla jejich koncepce s nosnou skříní postupně opuštěna.

## Popis
Lokomotiva FL9 vycházela z konstrukce dieselových lokomotiv FP9. Skříň lokomotivy, která byla nedílnou součástí nosné konstrukce, měla na jednom konci stanoviště obsluhy se zakulaceným proudnicově tvarovaným čelem ve tvaru „buldočího čenichu“. Lokomotiva byla asi 17,9 m dlouhá, vážila přibližně 121 tun (dle jiného zdroje 130 tun) a dosahovala maximální rychlosti 143 km/h. Měla nezvyklé uspořádání pojezdu Bo′(A1A). Jednalo se o dvouzdrojovou (duální) lokomotivu primárně poháněnou vlastním dieselovým motorem s vyžitím elektrického přenosu výkonu, ale mohla být napájena i elektrickým proudem odebíraným z třetí kolejnice. Režim pohonu bylo možné měnit přímo během jízdy. Z výroby byla mezi čelními okny umístěna charakteristická lokomotivní píšťala Hancock.

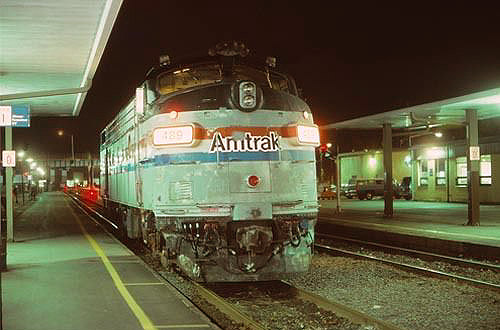
FL9 ve službách Amtraku v Albany

Spalovací motor lokomotiv byl typu 16-567C, šestnáctiválcový dvoudobý vznětový motor s válci do V přeplňovaný dvěma Rootsovými dmychadly, a dával výkon 1 750 koňských sil (asi 1 300 kW). Označení motoru vycházelo ze zdvihového objemu jednoho válce, který činil 567 krychlových palců (9,29 l). Motor poháněl trakční generátor D32, který dodával proud čtveřici tlapových trakčních motorů D37. Druhá série lokomotiv byla vybavena novější verzí motoru označenou 16-567D1, kterou společnost EMD mezitím zavedla do výroby, kromě jiných úprav se výkon mírně zvýšil na 1 800 koní (asi 1 340 kW). Pro usnadnění startu spalovacího motoru za jízdy byl okruh vodního chlazení vybaven elektrickými topnými tělesy.
Odběr proudu z třetí kolejnice o napětí 660 V byl uskutečňován pomocí sběračů zavěšených na dřevěných nosnících na obou podvozcích. Sběrače byly uzpůsobeny jak pro spodní, tak i pro vrchní kontakt, kvůli použití druhého zmiňovaného na nádraží Penn Station společnosti Pennsylvania Railroad. Prvních 30 lokomotiv mělo navíc na střeše malý sběrač pro odběr proudu z troleje v místech, kde byla instalována kvůli dlouhým mezerám v napájení třetí kolejnicí. Tento sběrač ovládal strojvedoucí pomocí pedálu. V porovnání s čistě dieselelektrickými lokomotivami byl dosazen motorgenerátor, který při elektrickém provozu dodával stejnosměrný proud do palubní sítě a zároveň střídavý proud pro elektromotory ventilátorů chlazení trakčních motorů.

## Provoz

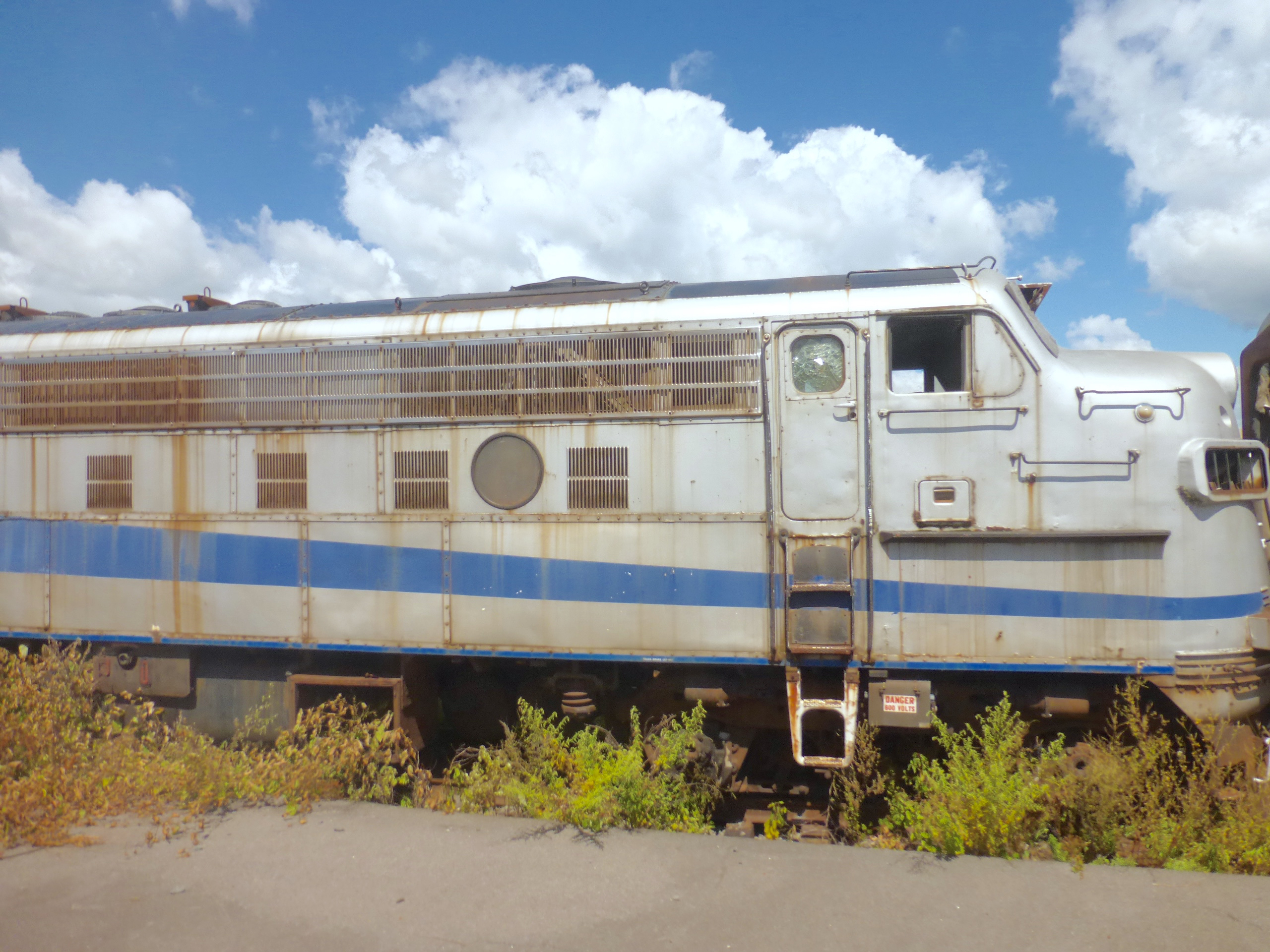
Vyřazená lokomotiva FL9 v barvách železnice Metro-North

Díky schopnosti lokomotiv FL9 táhnout dálkové vlaky v dieselové trakci a přitom zajíždět až na elektrifikovaná newyorská nádraží již nebyly nutné přepřahy a zároveň se podařilo vyřadit některé starší řady dieselových i elektrických lokomotiv. Díky netradiční koncepci se navíc FL9 udržely ve službě mnohem déle než většina ostatních lokomotiv série F. V roce 1969 se New Haven stala součástí železnice Penn Central, která lokomotivy FL9 nasazovala převážně na příměstské osobní vlaky. Po jejím bankrotu se lokomotivy dostaly v polovině 70. let do vlastnictví Conrailu, 12 lokomotiv pak připadlo Amtraku. Ten šest svých provozních kusů nakonec vybavil zařízením pro elektrické vytápění souprav a nasazoval je až do poloviny 90. let. Na počátku 80. let Conrail přenechal provoz osobních vlaků, a s ním i své lokomotivy FL9, státním agenturám. Stroje se tak ocitly ve vlastnictví MTA (Metropolitan Transportation Authority) a v počtu 10 kusů i ConnDOTu (Ministerstva dopravy státu Connecticut) a byly nasazovány pod hlavičkou železnice Metro-North. Ta je na osobních vlacích využívala až do roku 2009, kdy byly poslední kusy odstaveny. Několik lokomotiv včetně poslední vyrobené FL9 však bylo zachováno u menších provozovatelů a v muzeích.

## FL9AC
Počínaje rokem 1987 byl zahájen program přestavby desíti lokomotiv MTA, který byl svěřen společnosti ABB Traction a jehož výsledkem byly stroje označené FL9AC (psáno i jako FL9-AC). Původní spalovací motor byl nahrazen dvanáctiválcem 710G, který je vývojovým pokračováním motorů typu 567. Nové vnitřní uspořádání si vynutilo úpravy lokomotivní skříně, jiné je například i umístění střešních ventilátorů. Přenos výkonu byl změněn na elektrický střídavý a zároveň byl dosazen nový elektronický řídicí systém.